# Babolsar (Verwaltungsbezirk)
Babolsar (persisch شهرستان بابلسر) ist ein Schahrestan in der Provinz Mazandaran im Iran. Er enthält die Stadt Babolsar, welche die Hauptstadt des Verwaltungsbezirks ist. Der Verwaltungsbezirk liegt am Kaspischen Meer.

## Kreise
Der Verwaltungsbezirk gliedert sich in folgende Kreise:
- Zentral (بخش مرکزی)
- Bahnemir (بخش بهنمیر)
- Rudbast (بخش رودبست)

## Demografie
Bei der Volkszählung 2016 betrug die Einwohnerzahl des Schahrestan 135.191. Die Alphabetisierung lag bei 89 Prozent der Bevölkerung. Knapp 56 Prozent der Bevölkerung lebten in urbanen Regionen.
| Zensusjahr | Einwohnerzahl |
| ---------- | ------------- |
| 2011       | 124.323       |
| 2016       | 135.191       |